# Suzuki Kizashi (Konzeptfahrzeug)

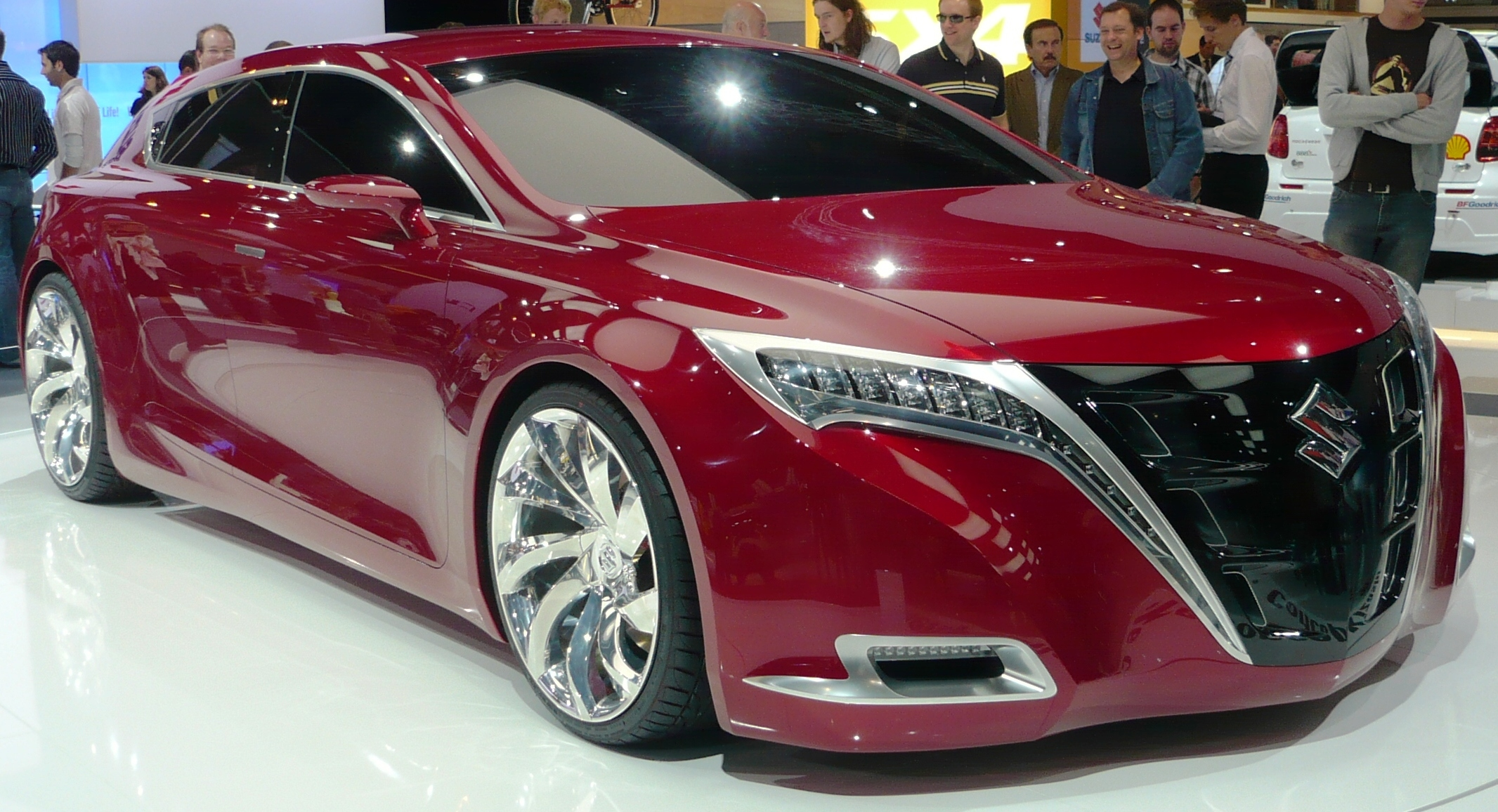
Front des Suzuki Kizashi

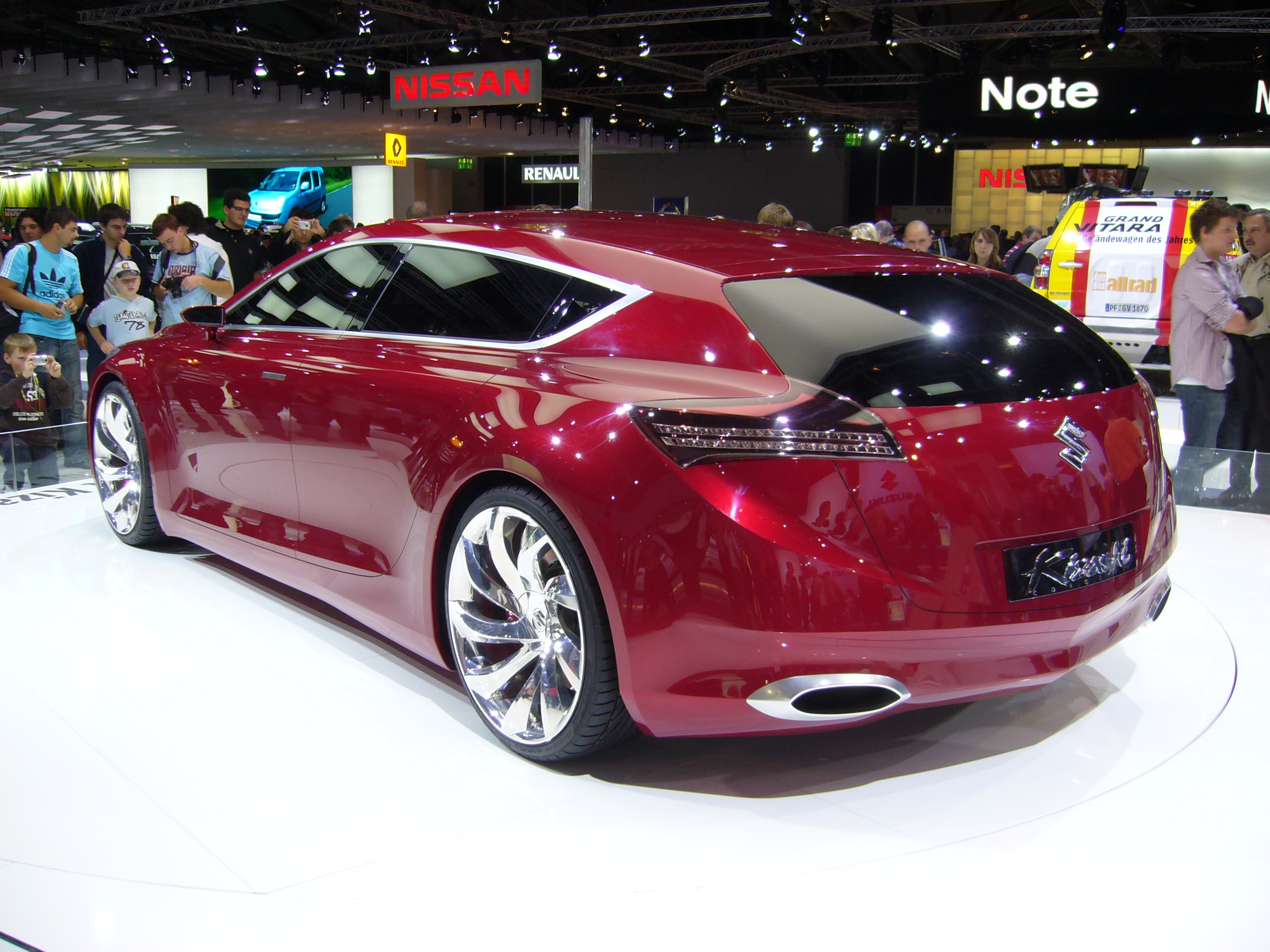
Heckansicht

Das Suzuki Conzept Kizashi ist ein Konzeptfahrzeug des japanischen Herstellers Suzuki, das auf der IAA 2007 in Frankfurt am Main erstmals der Weltöffentlichkeit vorgestellt wurde. 
Ziel der Marke Suzuki ist es, mit dem Kizashi sein Modellangebot auf die Mittelklasse auszuweiten. Bislang produzierte Suzuki nur Fahrzeuge wie Kleinwagen, 2BOX’es, Geländewagen und kompakte Limousinen der unteren Mittelklasse. 
Der 2007 vorgestellte Concept Kizashi ist 4,65 Meter lang und 1,95 Meter breit bei einer Höhe von 1,40 Meter. Das Design ist des Weiteren durch großdimensionierte 255/30-R21-Reifen geprägt. Als Antrieb ist ein neu entwickelter 2,0-Liter-TDI-Motor in Planung. Wahlweise soll eine Hybridversion angeboten werden. Im Laufe der Produktionszeit will Suzuki seine Motoren dahin entwickeln, dass der im D-Segment angesiedelte Kizashi über eine der niedrigsten CO2-Emissionen in dieser Fahrzeugklasse verfügt. Als den Fahrer unterstützendes Antriebssystem dient ein intelligenter 4x4-Antrieb, der ebenfalls erstmals im Kizashi Verwendung finden soll. 
Das Serienmodell Suzuki Kizashi, ein vom Concept Kizashi abgeleitetes Modell, brachte Suzuki Ende 2009 in den USA auf den Markt.